# Die Muminfamilie
Die Muminfamilie (svenska: Muminfamiljen) var en västtysk TV-serie producerad av Augsburger Puppenkiste och visad mellan 1959 och 1960. Den är känd som den allra första filmatiseringen av Tove Janssons böcker om Mumintrollen. Karaktärerna spelades av dockor filmade i svartvitt. Totalt gjordes 12 avsnitt uppdelade i två säsonger med sex för varje.
Säsong två, Sturm im Mumintal ("Storm i Mumindalen"), separeras oftast från dess föregångare p.g.a. vissa olikheter.

## Rollista
- Peter Thom – Mumin
- Günther Knecht – Schnupferich
- Walter Oehmichen – Muminvater / Snorki / Gluckgluck, die Henne
- Rose Oehmichen – Muminmutter
- Hannelore Marschall-Oehmichen – Snorkmädchen / Vögelchen 2
- Maximilian Bössl – Schnüfferl
- Walter Schellemann – Hemul / Der Zauberer
- Manfred Jenning – Bisam / Tofslan / Vögelchen 1 / Die eisige Morra
- Margot Schellemann – Vifslan
- Rosemarie Niebler – Vögelchen 3

## Avsnitt
Säsong 1 – Die Muminfamilie, 1959:
1. "Der geimnisvolle Fund" (Originalvisning: 1959-08-16)
2. "Die Verwandlung" (Originalvisning: 1959-08-17)
3. "Der Urwald" (Originalvisning: 1959-08-18)
4. "Der Ausflug" (Originalvisning: 1959-08-19)
5. "Die Gäste" (Originalvisning: 1959-08-20)
6. "Das große Fest" (Originalvisning: 1959-08-21)

Säsong 2 – Sturm im Mumintal, 1960:
1. "Sturm im Mumintal" (Originalvisning: 1960-09-18)
2. "Das Theater" (Originalvisning: 1959-08-25)
3. "Emma" (Originalvisning: 1959-09-02)
4. "Der Wald" (Originalvisning: 1959-08-09)
5. "Die Generalprobe" (Originalvisning: 1959-08-16)
6. "Zu Hause" (Originalvisning: 1959-08-23)